# LMDh

国际汽联世界耐力锦标赛中使用的超級賽車级別標誌

利曼戴通納h（LMDh） 是一類原型賽車，将与利曼超級賽車（Le Mans Hypercar）一同于国际汽联世界耐力锦标赛最高组别超級賽車(Hypercar)組别参赛，2023年起该类赛车也将在國際賽車運動協會跑車錦標賽中以全新最高组别GTP组别参赛。
LMDh赛车的相关規則由國際賽車運動協會（IMSA）、西方汽車俱樂部（ACO）與国际汽车联合会（FIA）聯合製定，而在这一新规下制造的赛车将成为取代IMSA赛事中现有DPi组别赛车的下一代旗舰组别原型赛车，而规则中也将原定用于新一代DPi组别赛车的部分规定纳入其中。2022年1月，IMSA宣布，LMDh赛车将從2023年起以GTP組别名义，參加國際賽車運動協會跑車錦標賽的賽事。
國際汽聯世界汽車運動理事會允許LMDh賽車以逐場比賽的方式參加2022年国际汽联世界耐力锦标赛，以確保该型赛车能够在2023年順利引入WEC赛事。

## 历史

### DPi 2.0
2018年1月，IMSA宣布将把卫士泰克跑车锦标赛之中对LMP2、DPi和GTE三个组别赛车技术规格的认证延长一年，以配合世界耐力锦标赛将赛历转变为冬季跨年赛历的变化。因此，原定为期四年，在2020年底认证到期的DPi和LMP2赛车将能够继续参加比赛，并至少持续至2021赛季末。尽管参赛的制造商呼吁IMSA在2022赛季继续保留DPi组别及相关技术规格，但时任IMSA总裁斯科特·阿瑟顿(Scott Atherton)宣布，IMSA正在考虑延长DPi平台周期之外的其他替代选项。
2019年5月6日，IMSA宣布，下一代DPi平台的规则集将会在基于LMP2平台的现有DPi平台基础上进行演进，新规则将采用来自单一供应商的混合动力技术，但电源及电压尚未确认，而这一新规也被命名为“DPi 2.0”。几天后，IMSA副竞赛主管西蒙·霍奇森表示，新一代DPi规则将放宽造型上的相关规定，从而能够使制造商在造型线索上有着全新的创意，而制造商也可能在新规制定后被要求遵守最低的造型水平。
一个月后的6月24日，有报道称IMSA已与制造商就混合动力技术纳入下一代DPi规则集的事项进行了讨论，DPi2.0指导委员会中的制造商则对混合动力系统的电气化水平存在分歧，讨论中也提出了不同成本的高压和低压电气化系统概念。6月下旬的另一次会议上，一个400伏特的高压电气化系统成为多数制造商赞同的选项，这一系统可以提供70-90千瓦（90-120马力）的动力输出。然而，三个月后再度有报道显示，尽管各个制造商已同意根据新规可以构建自身研发的混合系统，但各制造商仍然对赛车混动系统的水平尚未达成共识。

### DPi2.0与LMH的计划融合
2019年的“超级赛百灵周末”之中，属于IMSA的赛百灵12小时耐力赛和属于WEC的首届赛百灵1000英里耐力赛在同一周举行，随后WEC首席执行官杰拉德·内沃透露，新DPi平台将有可能成为未来“利曼超級賽車”规则的一部分，而Hypercar和新DPi规则的集成则取决于两个平台的性能水平差异。同年7月31日，杰拉德·内沃进一步表示，ACO和IMSA技术部门正在积极努力寻求让Hypercar和DPi 2.0达到相近的性能目标，从而允许两个平台的赛车相互融合，最终达到同场竞技的目标。
2019年11月，唯一一个参与WEC LMP1组别的制造商丰田表示对于新DPi平台加入WEC顶级组别的进程持开放态度，但条件是新DPi技术规定将不会阻碍丰田展示其混合动力技术。而在利曼超級賽車技术规则发布后，迈凯伦宣布不会考虑Hypercar计划，转而提议将DPi技术规定纳入WEC，迈凯伦首席执行官扎克·布朗同时表示研发Hypercar对于迈凯伦来说是不可行的，借此呼吁WEC大幅降低赛车研发成本。而福特和保时捷也发布了与迈凯伦类似的观点，同时呼吁DPi与Hypercar进行融合。
2020年1月15日，丰田赛车研发部总裁兼总经理大卫·威尔逊对Hypercar和新DPi两个平台之间的融合表示支持，同时表示两个平台之间的融合将成为雷克萨斯品牌参与DPi组别的重要理由。

### LMDh的正式确定
2020年1月20日，ACO与IMSA在戴通納国际赛道召开联合发布会，正式向外界宣布了LMDh组别的诞生，而该组别将在未来取代目前卫士泰克跑车锦标赛的DPi组别，成为IMSA旗下跑车赛事的旗舰原型车组别；该组别的赛车未来也能够参加勒芒24小时耐力赛和世界耐力锦标赛，并与利曼超級賽車共同成为WEC赛事的旗舰原型赛车，在包括勒芒24小时在内的WEC赛事上参与全场冠军竞争。发布会上同时宣布，LMDh组别赛车计划于2021年9月在欧洲赛事率先引入，并在2022年戴通纳24小时耐力赛上完成北美赛事首秀。
尽管最初的技术规则讨论中曾允许制造商自行研发混合动力系统，但在2020年5月发布的LMDh技术规则草案中，混合动力系统被改为50马力的统规混合动力系统，不再允许各制造商自行研发。草案中同时规定，赛车最小重量为1030公斤，发动机和混合动力系统的峰值组合功率被限制在最高500千瓦，同时赛车将引入单一车身套件和单一轮胎供应商。而为了平衡Hypercar与LMDh的性能差异，一套全球适用的性能平衡机制将同时引入。变速箱混合动力系统将由Xtrac提供，并搭配由博世提供的集成电动发电机组和威廉姆斯高级工程公司提供的电池。指定的底盘供应商为四家厂商：达拉拉、利吉尔、摩緹馬帝及奧雷卡。
2020年9月18日，IMSA和ACO在法国勒芒召开联合发布会，宣布LMDh组别的技术规格已经确定。
2022年1月27日，IMSA宣布，LMDh赛车未来在卫士泰克跑车锦标赛所参与的顶级组别将命名为“GTP”组别（Grand Touring Prototype的首字母缩写），这一名称参考了1980年代IMSA顶级组别的命名，而全新GTP组别的识别标志也于同时推出。

## 技術規則

### 车辆规格
| 最大車身长度                         | 5,100 mm（200英寸）                                          |
| 最大車身宽度                         | 2,000 mm（79英寸）                                           |
| 最大轴距                             | 3,150 mm（124英寸）                                          |
| 最小重量                             | 1,030（2,270磅）                                             |
| 最小发动机重量                       | 165（364磅）                                                 |
| 发动机排量                           | 没有限制                                                     |
| 最大功率输出                         | 純內燃機：470 kW（630 hp） 油電車型：500 kW（670 hp）        |
| 油電系統最大输出 (限120km/h以上作動) | 後軸Bosch馬達：50 kW（67 hp） 動能回收系統︰200 kW（270 hp） |
| 轮胎最大直径                         | 28英寸（710 mm）                                             |
| 轮胎最大宽度                         | 15英寸（380 mm）                                             |

## 已确认参赛的賽車
| 制造商     | 車型        | 底盤     | 圖片 | 年份                 | 参加赛事及对应组别    | 参考                               |
| ---------- | ----------- | -------- | ---- | -------------------- | --------------------- | ---------------------------------- |
| 美国       | ARX-06      | 奧雷卡   |      | 2023                 | IMSA GTP              | [ 16 ] [ 17 ] [ 18 ]               |
| 德国       | M Hybrid V8 | 達拉拉   |      | 2023(IMSA) 2024(WEC) | IMSA GTP WEC Hypercar | [ 20 ] [ 21 ] [ 22 ] [ 23 ]        |
| 凱迪拉克   | V-Series.R  | 達拉拉   |      | 2023                 | IMSA GTP WEC Hypercar | [ 24 ] [ 25 ] [ 26 ] [ 27 ] [ 28 ] |
| 保时捷     | 963         | 摩緹馬帝 |      | 2023                 | IMSA GTP WEC Hypercar | [ 30 ] [ 31 ]                      |
| 阿爾派汽車 | A424        | 奧雷卡   |      | 2024                 | WEC Hypercar          | [ 32 ] [ 33 ]                      |
| 義大利     | SC63        | 利吉尔   |      | 2024                 | IMSA GTP WEC Hypercar | [ 34 ] [ 35 ]                      |
| 捷尼赛斯   | GMR-001     | 奧雷卡   |      | 2026                 | IMSA GTP WEC Hypercar | [ 36 ]                             |
| 福特       | TBA         | 奧雷卡   |      | 2027                 | WEC Hypercar          | [ 37 ]                             |
| 麥拿侖     | TBA         | 達拉拉   |      | 2027                 | WEC Hypercar          | [ 38 ]                             |

- 2020年12月16日，保时捷宣布将基于LMDh规则研发全新原型赛车，并计划于2023赛季起同时参加世界耐力锦标赛及国际赛车运动协会跑车锦标赛[39]。2021年5月，保时捷宣布与潘世奇车队（英语：Team Penske）合作，以“保时捷潘世奇车队”（Porsche Penske Motorsport）名义运作的厂队将在WEC和IMSA双线作战[40]，而新LMDh赛车的底盘将由摩緹馬帝（英语：Multimatic）制造[41]。2022年1月，保时捷的LMDh赛车开始进行测试，该款赛车也在同年6月被正式命名为保时捷963，最初计划于该年年末的巴林8小时耐力赛中首次参赛，但随后保时捷宣布赛车将不会在2022赛季的WEC比赛亮相，而是在2023年戴通纳24小时耐力赛上完成比赛首秀[42]。而除了与潘世奇合作的厂队之外，保时捷也于2022年5月宣布了提供厂队支持的客户赛车计划，美国JDC–米勒车队（英语：JDC Motorsports）[43]和英国Jota车队（英语：Jota Sport）（由赫兹租车冠名，以“赫兹Jota车队”（Hertz Team Jota）名义参赛）[44]将分别在IMSA和WEC赛场以客户车队身份运营963赛车。

- 2021年5月，奥迪宣布与摩緹馬帝（英语：Multimatic）和保时捷合作制造LMDh赛车，并计划同时参加世界耐力锦标赛及国际赛车运动协会跑车锦标赛，赛车原计划于2023年戴通纳24小时耐力赛上完成首秀[31]。然而由于奥迪的潜在一级方程式赛车参赛计划，其LMDh计划暂缓实施，而原定与其合作运营LMDh项目的WRT车队转而选择与宝马合作参赛。2022年8月26日，奥迪宣布參加一级方程式赛车，同時正式中止LMDh賽車計劃[45]。

- 2021年1月26日，讴歌宣布将继续在国际赛车运动协会跑车锦标赛最高组别参赛并研发LMDh赛车[46]，新赛车被命名为ARX-06，底盘由奧雷卡制造。2022年6月，讴歌发布了ARX-06赛车的伪装照，同时宣布目前与讴歌合作的迈耶·尚克车队（英语：Meyer Shank Racing）和韦恩·泰勒车队（英语：Wayne Taylor Racing）将于2023赛季起继续与讴歌合作，各以一台赛车的规模参加国际赛车运动协会跑车锦标赛分站比赛[47]。2022年7月，ARX-06赛车也在法国完成了首次测试[48]。

- 2021年6月，宝马宣布将研发LMDh规则下的新原型赛车，赛车将使用達拉拉底盘，引擎技术则源于2017及2018年款的宝马M4 DTM赛车。与宝马有着多年合作关系的拉哈尔·莱特曼·拉尼根车队（英语：Rahal Letterman Lanigan Racing）将以“宝马M RLL车队”（BMW M Team RLL（英语：Rahal Letterman Lanigan Racing））名义负责宝马在IWSC的厂队运作。2022年6月，宝马宣布LMDh赛车将被命名为宝马M Hybrid V8，并先后宣布了2023年参加国际赛车运动协会跑车锦标赛和2024年参加世界耐力锦标赛的比赛计划。2022年8月2日，比利时WRT车队（英语：W Racing Team）宣布与宝马合作，将于2024赛季起负责运营宝马在WEC方面的厂队[49]。

- 2021年8月，凯迪拉克宣布LMDh原型赛车计划，基于达拉拉底盘打造的新赛车计划于2023赛季起同时参加世界耐力锦标赛及国际赛车运动协会跑车锦标赛两项赛事，这也是凯迪拉克时隔20年再度参加勒芒24小时耐力赛。而在IMSA赛事运营凯迪拉克厂队赛车的AXR车队（英语：Action Express Racing）及加纳西车队（英语：Chip Ganassi Racing）将成为凯迪拉克在卫士泰克跑车锦标赛上的合作伙伴，两支车队将各以一台车的规模参赛[50]。新賽車随后被命名為V-LMDh，及後被更名為V-Series.R以更迎合佳特力旗下V-Series品牌汽車[51]。

- 2021年10月，阿爾派汽車确定将于2024年起以基于奧雷卡LMP2底盘打造的LMDh平台赛车参加世界耐力锦标赛，并将与法国Signatech车队（英语：Signature Team）继续合作运营阿尔品耐力赛厂队。2023年6月9日，阿爾派汽車公開了為LMDh賽車前身的A424_β概念車[52]。

- 2022年5月17日，宣布将于2024赛季起以LMDh平台赛车参加世界耐力锦标赛及国际赛车运动协会跑车锦标赛。同年6月，兰博基尼宣布，利吉尔（英语：Ligier）将成为其LMDh赛车的底盘供应商，至此LMDh规则中所指定的四家底盘供应商全部拥有制造商合作伙伴。2022年9月20日，兰博基尼也公开了其LMDh赛车的部分技术细节[53]，并于同年11月宣布意大利铁猞猁车队（英语：Iron Lynx）成为其LMDh项目在WEC和IMSA的运营方[54]。